# بی‌تجربه‌ها
بی‌تجربه‌ها (انگلیسی: Babes in Arms) یک فیلم موزیکال آمریکایی به کارگردانی بازبی برکلی است که در سال ۱۹۳۹ منتشر شد. از بازیگران آن می‌توان به میکی رونی، جودی گارلند، هنری هال، مارگارت همیلتون، گای کیبی و جانی شفیلد اشاره کرد.
این فیلم بر اساس نمایشنامه‌ای موزیکال به همین نام (اثرِ ریچارد راجرز و لورنز هارت) ساخته شد که دو سال پیشتر در سال ۱۹۳۷، در برادوی به روی صحنه رفته بود.
«بی‌تجربه‌ها» نامزد دریافت ۲ جایزه اسکار در زمینهٔ بهترین موسیقی فیلم (برای راجر ایدنس و جرجی استول) و بهترین بازیگر نقش اول مرد (برای بازیِ میکی رونی که در آن هنگام، ۱۹ ساله بود) گردید. این فیلم، یکی از ۱۰ فیلم پرفروشِ سالِ ۱۹۳۹ بود و در مجموع، ۱٬۵۴۲٬۰۰۰ دلار در آمریکا و کانادا فروش کرد.